# Miguel Ángel Godínez M.
Miguel Ángel Godínez Muñoz (Acapulco, Guerrero; 3 de noviembre de 1976) es un jurista y funcionario mexicano. Fue el primer fiscal general del estado de Guerrero entre 2014 y 2015.

## Estudios
Godínez Muñoz es egresado en derecho en la Universidad Autónoma de Guerrero, procurador de justicia federal por el Instituto Nacional de Ciencias Penales (INACIPE) y doctor en política criminal.[cita requerida]
En 2015 fue condecorado por la UNAM con la medalla de la Venera iustitia et ius (justicia y derecho) en reconocimiento de la obra escrita El orgullo de ser policía, y su trayectoria académica y profesional.

## Trayectoria Profesional
Litigó en materia penal hasta que ingresó a la ahora extinta Agencia Federal de Investigación (AFI), donde posteriormente fue comisionado a la Interpol en el Aeropuerto Internacional de la Ciudad de México.[cita requerida]
También fue agente del Ministerio Público Federal, como director de la Unidad de Investigación contra la Corrupción; y director general y fiscal en la SIEDO, actualmente SEIDO.
Fue electo en una convocatoria de las Naciones Unidas para participar en un programa de combate contra el crimen organizado en Centroamérica, el cual estableció la primera Fiscalía Internacional en Centroamérica con sede en Guatemala.[cita requerida]
En 2017, fue asesor e investigador para la elaboración de diagnósticos y políticas públicas en seguridad e inversión en México, en las oficinas de la ONU en Ciudad de México.

## Controversias
En septiembre de 2015, tras la detención de trece miembros del Cártel Independiente de Acapulco, fue colocada una narcomanta en la cual se le acusaba de cobrar dinero de la organización delictiva. En una conferencia de prensa el fiscal negó la relación con este grupo delictivo y señaló que tras las acciones emprendidas por la Fiscalía era evidente que se generarían ataques por las bandas delictivas.
El 26 de noviembre de ese mismo año, a diez días de terminar su periodo dentro de la Fiscalía, Godínez Muñoz renunció al cargo alegando motivos personales, siendo suplente el vicefiscal Alejandro Santos.